# 로베이시 라미레스
로베이시 엘로이 라미레스 카라사나(스페인어: Robeisy Eloy Ramírez Carrazana, 1993년 12월 20일~)는 쿠바의 권투 선수이다. 2012년 하계 올림픽 플라이급과 2016년 하계 올림픽 밴텀급에서 금메달을 획득했으며, 2019년에 프로로 전향하여 활동하고 있다.

## 같이 보기
- 올림픽 복싱 메달리스트 목록